# Adapinae
Adapinae — підродина вимерлої родини приматів Adapidae, що переважно зустрічалася в Європі до кінця еоцену. Вважається, що вони походять з Азії.